# 1407 هـ
1407 هي سنة في التقويم الهجري التي امتدت مقابلةً في التقويم الميلادي بين سنتي 1986 و1987.

توفيق الحكيم

## مواليد
- محمد المشعان
- سلطان السهيمي
- هند البلوشي
- عبدالرحمن حسن الشهابي
- نوف نبيل

## وفيات
- أبو بكر الحاج عيسى
- المختار بن باب بن حمدي
- بشير الصقال
- توفيق الحكيم
- جاهد ظريف أوغلي
- حسن بن عبد الله آل الشيخ
- حسني سبح
- عبد المحسن بن عبد الله بن جلوي آل سعود
- علي أكبر حكمي زاده
- علي حافظ
- محمد رشاد سالم
- محمد علي المدرس الأفغاني
- يوسف الصارمي
- إحسان إلهي ظهير
- عبد البديع صقر
- نايف العباس
- 25 شوال - تقي الدين الهلالي، محدث، لغوي، أديب، وشاعر سلفي ظاهري مغربي.